# Tsuruya Open
Het Tsuruya Open is een golftoernooi van de Japan Golf Tour.
De eerste editie werd in 1994 op de Sports Shinko Country Club gespeeld. In 2005 verhuisde het toernooi naar de Yamanohara Golf Club.
Het record van het toernooi op Shinko werd gevestigd in 1998, toen Katsumasa Miyamoto het toernooi won met een score van 271 (-17). Op de Yamanchara GC is het record 266 (-18), dit staat sinds 2013 op naam van Hideki Matsuyama.
| Jaar | Baan                       | Winnaar               | Score | Score | Info                                                      |
| ---- | -------------------------- | --------------------- | ----- | ----- | --------------------------------------------------------- |
| 1994 | Sports Shinko Country Club | Tsuneyuki Nakajima po | 279   | -5    | play-off gewonnen van Tsutomu Higa                        |
| 1995 | Sports Shinko Country Club | Satoshi Higashi       | 279   | -9    |                                                           |
| 1996 | Sports Shinko Country Club | Peter McWhinney       | 276   | -12   |                                                           |
| 1997 | Sports Shinko Country Club | Mitsuo Harada         | 279   | -9    |                                                           |
| 1998 | Sports Shinko Country Club | Katsumasa Miyamoto    | 271   | -17   |                                                           |
| 1999 | Sports Shinko Country Club | Naomichi Ozaki        | 273   | -15   |                                                           |
| 2000 | Sports Shinko Country Club | Richard Backwell po   | 278   | -6    | play-off gewonnen van Hidemichi Tanaka                    |
| 2001 | Sports Shinko Country Club | Hidemichi Tanaka      | 274   | -14   |                                                           |
| 2002 | Sports Shinko Country Club | Dean Wilson           | 273   | -11   |                                                           |
| 2003 | Sports Shinko Country Club | Hirofumi Miyase po    | 270   | -14   | play-off gewonnen van Takashi Kanemoto en Hisayuki Sasaki |
| 2004 | Sports Shinko Country Club | Brendan Jones         | 275   | -9    |                                                           |
| 2005 | Yamanohara Golf Club       | Naomichi Ozaki        | 271   | -13   |                                                           |
| 2006 | Yamanohara Golf Club       | Brendan Jones         | 273   | -11   |                                                           |
| 2007 | Yamanohara Golf Club       | Brendan Jones         | 268   | -16   |                                                           |
| 2008 | Yamanohara Golf Club       | SK Ho                 | 272   | -12   |                                                           |
| 2009 | Yamanohara Golf Club       | Masaya Tomida         | 198   | -15   |                                                           |
| 2010 | Yamanohara Golf Club       | Hiroyuki Fujita po    | 199   | -14   | play-off gewonnen van Toru Taniguchi                      |
| 2011 | Yamanohara Golf Club       | Tomohiro Kondo        | 265   | -19   |                                                           |
| 2012 | Yamanohara Golf Club       | Hiroyuki Fujita       | 269   | -15   |                                                           |
| 2013 | Yamanohara Golf Club       | Hideki Matsuyama      | 266   | -18   |                                                           |